# Tinga
Paulo César Fonseca do Nascimento, noto come Tinga (Porto Alegre, 13 gennaio 1978), è un ex calciatore brasiliano, di ruolo centrocampista.

## Carriera

### Club
Cresciuto nelle giovanili del Grêmio, Tinga debuttò nel campionato brasiliano con la squadra di Porto Alegre nel 1996, per poi passare in prestito nel 1999 al Kawasaki Frontale in Giappone e poi in Brasile al Botafogo. Nel 2001, rientrato al Grêmio dai prestiti, vinse con i Tricolor una Coppa del Brasile e un campionato Gaúcho.
Nel 2003 si trasferì in Portogallo allo Sporting Lisbona e nel 2005 tornò in patria all'Internacional, con il quale ha vinto un campionato Gaúcho nel 2005 e la Coppa Libertadores 2006, segnando un gol nella finale di ritorno contro il San Paolo.
Nel 2006 firmò per il Borussia Dortmund dove disputò quattro stagioni; al termine del contratto ritornò all'Internacional, dove rimase fino al 2012. Nel 2012 venne acquistato dalla squadra Cruzeiro.

### Nazionale
Tinga esordì nella Nazionale brasiliana il 9 agosto 2001 in amichevole contro Panama. Dopo cinque anni di assenza venne nuovamente convocato nella selezione verdeoro dal commissario tecnico Dunga per l'amichevole contro la Svizzera del 15 novembre 2006.

## Palmarès

### Club

#### Competizioni statali
- Campionato Gaúcho: 4

Grêmio: 2001
Internacional: 2005, 2011, 2012
- Campionato Mineiro: 1

Cruzeiro: 2014

#### Competizioni nazionali
- Coppa del Brasile: 1

Grêmio: 2001
- Campionato brasiliano: 2

Cruzeiro: 2013, 2014

#### Competizioni internazionali
- Coppa Libertadores: 2

Internacional: 2006, 2010
- Recopa Sudamericana: 1

Internacional: 2011

### Individuale
- Bola de Prata: 1

2002

## Statistiche

### Cronologia presenze e reti in nazionale
| Cronologia completa delle presenze e delle reti in nazionale ― Brasile | Cronologia completa delle presenze e delle reti in nazionale ― Brasile | Cronologia completa delle presenze e delle reti in nazionale ― Brasile | Cronologia completa delle presenze e delle reti in nazionale ― Brasile | Cronologia completa delle presenze e delle reti in nazionale ― Brasile | Cronologia completa delle presenze e delle reti in nazionale ― Brasile | Cronologia completa delle presenze e delle reti in nazionale ― Brasile | Cronologia completa delle presenze e delle reti in nazionale ― Brasile |
| Data                                                                   | Città                                                                  | In casa                                                                | Risultato                                                              | Ospiti                                                                 | Competizione                                                           | Reti                                                                   | Note                                                                   |
| ---------------------------------------------------------------------- | ---------------------------------------------------------------------- | ---------------------------------------------------------------------- | ---------------------------------------------------------------------- | ---------------------------------------------------------------------- | ---------------------------------------------------------------------- | ---------------------------------------------------------------------- | ---------------------------------------------------------------------- |
| 9-8-2001                                                               | Curitiba                                                               | Brasile                                                                | 5 – 0                                                                  | Panama                                                                 | Amichevole                                                             | -                                                                      | 68’                                                                    |
| 15-8-2001                                                              | Porto Alegre                                                           | Brasile                                                                | 2 – 0                                                                  | Paraguay                                                               | Qual. Mondiali 2002                                                    | -                                                                      |                                                                        |
| 15-11-2006                                                             | Basilea                                                                | Svizzera                                                               | 1 – 2                                                                  | Brasile                                                                | Amichevole                                                             | -                                                                      | 61’                                                                    |
| 6-2-2007                                                               | Londra                                                                 | Brasile                                                                | 0 – 2                                                                  | Portogallo                                                             | Amichevole                                                             | -                                                                      | 62’                                                                    |
| Totale                                                                 |                                                                        | Presenze                                                               | 4                                                                      |                                                                        | Reti                                                                   | 0                                                                      |                                                                        |